# King Salmon (игра)
King Salmon (альтернативное название — King Salmon: The Big Catch) — видеоигра, разработанная компанией Sage Creation и изданная Hot B и Vic Tocai для игровой приставки Sega Mega Drive/Genesis в 1992 и 1993 годах.

## Обзор игры
Каждый год в августе среди рыболовов проводятся Международные соревнования по ловле лосося, проходящие в Британской Колумбии, Канада. Победителем объявляется тот, кто поймает больше всего рыбы, а также тот, кто поймает рыбу, рекордную по весу и размеру.
Игра представляет собой имитатор спортивной рыбалки с элементами ролевых игр и состоит из нескольких уровней. Для построения уровней используется двухмерная графика, обзор игрового мира осуществляется посредством режима top-down (вид сверху) и вертикального скроллинга. Также в игре применяется трёхмерная графика.
Игровой процесс заключается в следующем. На каждом уровне-озере герой, управляя моторной лодкой, перемещается по большой карте, останавливаясь в том или ином секторе локации. Если улов возможен, игра с помощью информационного окна оповещает игрока об этом (когда клёва нет, также выводится оповещение). Затем даётся увеличенное изображение сектора, где можно видеть лосося и лодки других рыбаков; здесь важно поймать рыбу первым.
Когда рыба попадается на крючок, появляется особый экран (англ. Fighting Screen), а затем выводится окно, где игроку нужно сделать выбор из трёх предложенных вариантов действия.
Каждый уровень сопровождается таймером, показывающим местное время. Игрок не ограничен во времени, но чтобы заработать больше очков и показать лучший результат, нужно наловить за некоторый временной интервал как можно больше рыбы.
В опциях, доступных в меню паузы, игрок может выбрать длину лески, вид наживки и глубину её погружения, а также посмотреть текущую статистику или завершить уровень.
По прохождении уровня выводится список, где указаны лидеры чемпионата и позиция игрока. Если игрок наловит достаточное количество рыбы, он может переходить на следующий уровень.
Улов зависит от нескольких факторов. Важное значение имеют местность и погодные условия. Например, в одном месте может не «клевать», а в другом наоборот; или при ясной погоде улов лучше, в то время как при пасмурной — хуже.

## Оценки
Сайт The Video Game Critic поставил игре наивысшую оценку — А. Рецензенты отметили, что, несмотря на некоторые недостатки в графическом оформлении и звуковом сопровождении, геймплей в игре процесс очень динамичный и интересный. Сравнив игру с вышедшей позднее на платформе Sega Dreamcast Sega Bass Fishing, критики отметили, что King Salmon является одним из наиболее качественных симуляторов рыбалки. Главным достоинством игры была названа лёгкость прохождения; кроме того, положительно были охарактеризованы игровое меню (очень простое и понятное) и музыкальное сопровождение (названное «великолепным»), а также использование технологии MIDI (позволяющей циклически повторять музыкальный трек).
Информационная база данных о компьютерных играх GameSpot оценила игру в 7,6 баллов из 10, а сайт IGN поставил ей оценку 6,4 баллов из 10, назвав «одним из самых реалистичных симуляторов рыбалки».
Сайт GameRankings, основываясь на рецензии от журнала EGM, оценил игру в 75 баллов из 100.